# Isola Moutohorā
Moutohorā (o Whale Island in inglese) è una piccola isola disabitata nella baia dell'Abbondanza, sulla costa settentrionale della Nuova Zelanda, a 9 km a nord di Whakatane. L'isola è costituita da due picchi, i resti di una struttura vulcanica complessa erosa dagli agenti atmosferici e dal mare.
L'isola è un'area vulcanica attiva che ospita numerose sorgenti calde.

## Nome
Il nome māori dell'isola, Moutohorā, è una forma contratta di Motutohorā, parola che significa "Isola della balena" oppure "Balena catturata".

## Storia
Sull'isola sono stati ritrovati numerosi siti archeologici di origine sia māori che europea. Fra di essi, un vasto pā su Pa Hill ed una serie di terrazze e aree di produzione di utensili in pietra, oltre che diversi muri in pietra. Dopo che l'occupazione dei Maori cessò all'inizio del XIX secolo, l'isola continuò ad essere visitata da tribù Māori per la caccia e per raccogliere pietre per gli hāngi (i forni sotterranei māori).
Glu europei occuparono l'isola negli anni 1830, con l'infruttuoso di istituire una stazione baleniera a terra. L'impresa fallì senza che una sola balena venisse catturata. Quarant'anni più tardi, lo zolfo dell'isola venne estratto e venduto ad una raffineria di Auckland, ma l'impresa fu abbandonata nel 1895 perché lo zolfo era di scarsa qualità. Nel 1915, l'estrazione di pietre fornì roccia per la costruzione del porto di Whakatane: 26 000 tonnellate di roccia vennero rimosse nell'arco di cinque anni.

## Flora e fauna
Nel 1965, Moutohora fu dichiarata zona protetta e denominata "Riserva di gestione della fauna selvatica di Moutohora".  L'isola fu acquistata dalla Corona nel 1984. Una volta sradicate le capre che erano state introdotte sull'isola, iniziò un programma di ripopolazione, con la semina di 12 000 piante di 45 specie. Di conseguenza, Moutohora è ricoperta da Metrosideros excelsa, Melicytus ramiflorus, Kunzea ericoides, Pteridium esculentum e da vasti prati.
L'isola ospita 190 specie native di piante e 110 specie importate. Moutohora è totalmente libera da capre, ratti, gatti e conigli, che avevano in passato devastato la flora e la fauna indigena.